# Calcochloris obtusirostris
La talpa dorata gialla (Calcochloris obtusirostris) è un mammifero della famiglia dei Crisocloridi.

## Habitat e diffusione
Diffuso nell'area fra Mozambico, Zimbabwe e Sudafrica, dove occupa una vasta gamma di habitat, dalle foreste tropicali alla savana, colonizzando anche i giardini delle case e i terreni coltivati.